# Chlorophorus siegriedae
Chlorophorus siegriedae är en skalbaggsart som beskrevs av Holzschuh 1993. Chlorophorus siegriedae ingår i släktet Chlorophorus och familjen långhorningar. Inga underarter finns listade i Catalogue of Life.